# Shpëtim Hasani
Shpëtim Hasani (serb.-chorw. Špetim Hasani, ur. 10 sierpnia 1982 w Gnjilane) – kosowski piłkarz występujący na pozycji napastnika w klubie Karlslunds IF HFK, reprezentant Kosowa w latach 2014–2015.

## Kariera klubowa
Wychowanek KF Drita z rodzinnego miasta Gnjilane. W wieku 15 lat rozpoczął treningi w akademii piłkarskiej tureckiego klubu Bursaspor. Po podpisaniu profesjonalnego kontraktu w 2000 roku występował w drużynie U-21, gdzie rozegrał 60 spotkań i zdobył 13 goli, oraz w drużynie rezerw. W połowie 2002 roku wypożyczono go na dwa lata do macierzystego KF Drita, z którym zdobył mistrzostwo Kosowa 2002/03. Po sezonie 2003/04, po wygaśnięciu jego umowy z Bursasporem i jednoczesnym spadku zespołu do 2. Lig, powrócił na krótki okres do Kosowa. W lipcu 2004 roku odbył testy w Sakaryasporze, po których został zawodnikiem tego klubu. 28 sierpnia 2004 zaliczył jedyne spotkanie w Süper Lig w przegranym 1:2 meczu przeciwko Galatasaray SK. Na początku 2005 roku opuścił zespół i przeniósł się do KF Drita (Superliga e Kosovës).
Latem 2005 roku został wypatrzony przez wysłanników szwedzkiego Kalmar FF i zaproszony na miesięczne testy. Po podpisaniu umowy został natychmiast wypożyczony do występującego w Superettan klubu Degerfors IF, gdzie w 10 spotkaniach zdobył 5 goli. Po pół roku powrócił on do Kalmar FF. 23 kwietnia 2006 zadebiutował w Allsvenskan w przegranym 0:1 meczu z IF Elfsborg. Z powodu niewielkiej szansy na wygranie rywalizacji z Arim, we wrześniu 2006 roku odszedł do Degerfors IF, związując się trzyletnią umową. Po degradacji klubu do Division 1 w 2008 roku przeszedł do IK Sirius Fotboll, z którym rok później również spadł do III ligi.
Od początku 2010 roku występował w IFK Norrköping, z którym po jednym sezonie awansował do Allsvenskan. W latach 2012–2014 był graczem Örebro SK, które opuścił nie zgadzając się na obniżenie zarobków. W lipcu 2014 roku związał się kontraktem z Górnikiem Łęczna prowadzonym przez Jurija Szatałowa. W Ekstraklasie zadebiutował 4 sierpnia w zremisowanym 1:1 meczu przeciwko GKS Bełchatów. 30 sierpnia w wygranym 4:2 spotkaniu przeciwko Pogoni Szczecin zdobył pierwsze dwie bramki w polskiej lidze. Ogółem w barwach Górnika zaliczył 29 występów i strzelił 5 goli. Po sezonie 2014/15 powrócił do Szwecji i został piłkarzem GIF Sundsvall. W połowie 2016 roku został graczem drugoligowego Degerfors IF. Od sezonu 2018 kontynuował karierę w Nora BK (Division 2) oraz Karlslunds IF HFK (Division 1).

## Kariera reprezentacyjna
2 listopada 2005 zadebiutował w nieoficjalnej reprezentacji Kosowa w przegranym 0:1 meczu z Cyprem Północnym w ramach turnieju zorganizowanego przez federację NF-Board. 5 marca 2014, po otrzymaniu powołania od Alberta Bunjakiego, z którym współpracował wcześniej w Kalmar FF i Degerfors IF, wystąpił w towarzyskim spotkaniu przeciwko Haiti (0:0), które było pierwszym w historii meczem Kosowa pod patronatem FIFA. Ogółem w latach 2014–2015 rozegrał w drużynie narodowej 4 oficjalne spotkania, nie zdobył żadnej bramki.

## Życie prywatne
Posiada obywatelstwo Albanii, Kosowa i Szwecji. Żonaty z Dafiną (ur. 1987), z którą ma dwie córki: Dianę (ur. 2012) i Diorę (ur. 2014).

## Sukcesy
KF Drita
- mistrzostwo Kosowa: 2002/03